# Škoda 52T
Škoda 52T (торгова назва Škoda ForCity Plus Praha 52T) — тип трамвая, серії Škoda ForCity, виробленого компанією Škoda Transportation для празької трамвайної системи.
Передбачено поставку 40 одиниць з можливістю придбання ще 160 трамваїв.

## Дизайн
Škoda 52T належить до серії ForCity Plus.
Це односторонній, повністю низькопідлоговий, п'ятисекційний зчленований трамвай.
Він має п'ять подвійних дверей, розташованих у першій, третій та п'ятій секціях.
Основу кузова становлять чотири візки, два з яких поворотні (під зовнішніми секціями) і два частково поворотні (під другою і четвертою секціями)
.
Усі візки є рушійними та приводяться в дію двома асинхронними двигунами, кожен з яких приводить в рух одну пару коліс з одного боку візка. Завдяки цьому, порівняно з іншими моделями серії ForCity Plus, усі сидіння розміщені на одному рівні
.

## Поставки
Через розширення трамвайної мережі та оновлення рухомого складу у листопаді 2022 року Dopravní podnik hlavního města Prahy оголосив тендер на постачання до 200 низькопідлогових однонаправлених трамваїв.
Перша частина поставки запланована на 2025 рік
.
Переможцем тендеру оголосили в листопаді 2023 року компанію «Škoda Transportation». Крім того, лише Stadler Rail подала пропозицію у фінальній частині тендеру
.
Мають бути поставлені 40 трамваїв вартістю 82,5 млн чеських крон за вагон.
Перші 20 трамваїв мають бути поставлені з 1 січня по 2 грудня 2025 року, а наступні 20 — у 2026 році.
З повним використанням опції для ще 160 транспортних засобів останній трамвай має бути доставлений до Праги в 2032 році
.